# Бубна врпца
Бубна врпца (лат. chorda tympani) је бочна грана фацијалног живца које се одваја од његовог нисходног дела, односно након што фацијални живац прође друго колено фацијалног канала у слепоочној кости. Бубна врпца се простире навише и унапред и улази у бубну дупљу где прелази преко унутрашње стране бубне опне. Након тога она пролази кроз петротимпаничну пукотину и улази у инфратемпоралну јаму, у којој се спушта наниже и коначно спаја са језичним живцем.
Она садржи две врсте влакана: усходна (центрипетална) и нисходна (центрифугална). Усходна влакна преносе утиске чула укуса из печуркастих папила језика и то преко језичног живца, коленог ганглиона и посредног живца у централни нервни систем. Нисходна влакна преносе парасимпатичка влакна преко језичног живца и подвиличног ганглиона до подвиличне и подјезичне пљувачне жлезде.